# Frank McLynn
Francis James (Frank) McLynn (29 augustus 1941) is een Brits auteur, biograaf, historicus en journalist. Hij staat bekend om zijn biografieën van onder andere Marcus Aurelius,  Napoleon Bonaparte, Robert Louis Stevenson, Carl Jung, Richard Francis Burton en Henry Morton Stanley.
McLynn studeerde aan Wadham College, een van de constituerende colleges van de Universiteit van Oxford, en aan de Universiteit van Londen. Voordat hij zich volledig aan het schrijven ging wijden, werkte hij aan het St Antony's College in Oxford (1987-88). Ook was hij van 1996 tot en met 2001 gasthoogleraar aan de Department of Literature aan de universiteit van Strathclyde en van 2000 tot 2002 professorial fellow aan Goldsmiths College in Londen.

## Boeken
- France and the Jacobite Rising of 1745 (1981), Edinburgh University Press
- The Jacobite Army in England, 1745-46 (1983), John Donald Publishers Ltd
- The Jacobites (1985), Law Book Co of Australasia
- Charles Edward Stuart: A Tragedy in Many Acts (1988)
- Stanley: The Making of an African Explorer, 1841-1877 (1990), Scarborough House Publishers
- From the Sierras to the Pampas: Richard Burton’s Travels in the Americas, 1860-69 (1991), Trafalgar Square
- Stanley: Sorcerer's Apprentice (1992), Oxford University Press
- Snow upon the Desert: The Life of Sir Richard Burton (1993), John Murray Publishers Ltd
- Hearts of Darkness: The European Exploration of Africa (1993), Carroll & Graf Pub
- Famous Letters: Messages & Thoughts That Shaped Our World (1993), Reader's Digest Association
- Fitzroy MacLean (1993), John Murray Publishers Ltd
- Robert Louis Stevenson: A Biography (1994), Random House
- Napoleon: A Biography (1997), Arcade Publishing
- Carl Gustav Jung: A Biography (1997), Thomas Dunne Books
- 1066: The Year of the Three Battles (1998), Jonathan Cape, heruitgegeven door Pimlico, ISBN 978-0712666725
- Villa and Zapata: A History of the Mexican Revolution (2000), Basic Books
- Wagons West: The Epic Story of America's Overland Trails (2002), Grove Press
- 1759: The Year Britain Became Master of the World (2005), Atlantic Monthly Press, ISBN 978-0871138811
- Lionheart and Lackland: King Richard, King John and the Wars of Conquest (2006), Jonathan Cape, (3e editie)
- Richard and John: Kings at War (2007), Da Capo Press
- Marcus Aurelius: Warrior, Philosopher, Emperor (2009), Bodley Head, ISBN 978-0306819162
- Heroes and Villains: Inside the Minds of the Greatest Warriors in History (2009), Pegasus
- The Burma Campaign: Disaster Into Triumph 1942-45 (2010), Bodley Head, in 2011 uitgegeven door Yale University Press, ISBN 978 0300187441
- Captain Cook: Master of the Seas (2011), Yale University Press, ISBN 978-0300114218